# Einar Kristjánsson (Skirennläufer)
Einar Valur Kristjánsson (* 16. August 1934 in Kirkjuból; † 7. September 1996 in Ísafjörður) war ein isländischer Skirennläufer.

## Karriere
Einar Kristjánsson nahm an den Olympischen Winterspielen 1956 teil. Er belegte im Slalom- den 37. und Riesenslalomrennen den 60. Platz. Außerdem war er für den Abfahrtslauf gemeldet, ging jedoch nicht an den Start.